# Trechus urartaeus
Trechus urartaeus is een keversoort uit de familie van de loopkevers (Carabidae). De wetenschappelijke naam van de soort is voor het eerst geldig gepubliceerd in 1994 door Pavesi et Sciaky.